# Bão lốc xoáy Mahasen
Bão lốc xoáy Mahasen là một cơn bão nhiệt đới tương đối yếu gây ra thiệt hại về người qua sáu quốc gia ở miền Nam và Đông Nam Á. Có nguồn gốc từ một khu vực áp suất thấp ở phía nam vịnh Bengal. Cơn bão này đã gây thiệt hại nghiêm trọng tại phía Nam và Đông Nam châu Á, khiến hơn 90 người thiệt mạng.
Bão Mahasen đã đổ bộ vào Sri Lanka làm ít nhất bảy người thiệt mạng, ba người mất tích và gần 7.400 người phải di tản.
Sau đó bão Mahasen đổ bộ vào đất liền trong ngày 17 tháng 5 với sức gió lên tới 88 km/giờ và gây sóng lớn cao 2m.
Sáng 16-5, bão Mahasen đã ập vào bờ biển miền Nam Bangladesh, tàn phá nhiều làng mạc.
Vào lúc 9 giờ sáng cùng ngày, bão Mahasen đổ bộ vào làng Kuakata, huyện Patuakhali thuộc phân khu Barisal với sức gió đã giảm còn 90 km/giờ sau khi vượt qua 1.700 km từ vịnh Bengal.
Theo thông tin ban đầu, bão làm ít nhất sáu người chết, hơn 100 người bị thương ở ba huyện Patuakhali, Barguna và Bhola của phân khu Barisal. Ngoài ra, một tàu cá bị lật ở vịnh Bengal làm 19 người chết.
Khoảng 15.000 nhà mái tôn và mái tranh ở huyện Patuakhali bị phá hủy do gió giật quá mạnh và mưa lớn.